# 切兰马德维
切兰马德维（Cheranmadevi），是印度泰米尔纳德邦Tirunelveli县的一个城镇。总人口16320（2001年）。

## 人口
该地2001年总人口16320人，其中男性7978人，女性8342人；0—6岁人口1443人，其中男727人，女716人；识字率76.90%，其中男性为82.68%，女性为71.37%。